# Schizomyia novoguineensis
Schizomyia novoguineensis is een muggensoort uit de familie van de galmuggen (Cecidomyiidae). De wetenschappelijke naam van de soort is voor het eerst geldig gepubliceerd in 2014 door Peter Kolesik.
De soort werd in de periode 2010-2011 ontdekt in de provincie Madang in Papoea-Nieuw-Guinea.
De galmug maakt onregelmatig bolvormige gallen op de bloemen van Macaranga aleuritoides, een boomsoort uit de wolfsmelkfamilie. De gal heeft een diameter van ongeveer 20 mm waarin een enkele larve zich ontwikkelt en verpopt.De bloemen die door een gal zijn aangetast kunnen geen zaden vormen.